# József Dobos
József Carl Dobos (Pest, 18 gennaio 1847 – Budapest, 10 ottobre 1924) è stato un cuoco, pasticcere e imprenditore ungherese.

## Biografia
Fu figlio di Rozália Gogola e András Dobos, entrambi appartenenti a una famiglia di cuochi da molte generazioni. Nel 1876 Dobos aprì un negozio gourmet nel centro di Pest.
Nel 1881 pubblicò Magyar–franczia szakácskönyv, una delle sue opere più note.
Nel 1884 Dobos inventò l'omonima torta composta da diversi strati di crema al burro al cacao alternati ad altri a base di pan di Spagna. Fra i primi a provare la Dobostorta vi furono Elisabetta di Baviera, meglio conosciuta come "Sissi", e Francesco Giuseppe, che contribuirono a renderla nota in tutta Europa.
Nel 1906, dopo aver mantenuto segreta la ricetta per alcuni anni, il pasticcere ungherese donò la formula della sua specialità alla Gilda dei produttori di pasticceria e pane al miele, in modo che tutti potessero preparare il suo dolce.
Morì il 10 ottobre 1924 all'età di 77 anni e fu sepolto nel cimitero di Farkasrét a Budapest.

## Opere (elenco parziale)
- Magyar–franczia szakácskönyv, 1881
- Die Phantasie auf der Reise, 1904
- Curiosa der Küche, 1909
- Geheimnis für Frauen, 1912
- Die Frau als irdischer Engel, 1914